# Parižlje
Parižlje so naselje v Občini Braslovče.

Parižlje so gručasto naselje med desnim bregom Savinje in cesto Braslovče-Mozirje, 1,5 km jugovzhodno od Braslovč. Kmečki del stoji na robu spodnje terase, novejši nekmečki domovi so ob krajevnih cestah in na prodnatem svetu ob Savinji. Kraj sestavljajo deli Spodnje, Zgornje in Nove Parižlje.